# Asiatischer Dachs
Der Asiatische Dachs (Meles leucurus) ist ein Raubtier aus der Familie der Marder und eine von vier Arten der Gattung Meles, die ehemals in einer Art zusammengefasst waren. Die Verbreitung der asiatischen Art reicht von der Wolga ostwärts durch die gemäßigten Breiten bis nach Ostasien.

## Beschreibung
Der Asiatische Dachs ist mit etwa 50–70 cm Körperlänge etwas kleiner als der Europäische Dachs. Die Schwanzlänge liegt zwischen 13 und 20 cm, das Gewicht etwa zwischen 3,5 und 9 kg.
Die Art ähnelt stark dem Europäischen Dachs, ist jedoch insgesamt heller und zeigt eine hellere, feinere Kopfzeichnung. Der Körperbau ist gedrungen, die Beine sind kurz wie auch der Schwanz. Die vorderen Pfoten tragen kräftige Grabklauen, die hinteren Klauen sind weniger stark ausgeprägt. Die Sohlen sind unbehaart. Das raue und dichte Haarkleid ist oberseits recht lang, unterseits kurz, schwarz und weniger dicht. Der Kopf zeigt eine charakteristische Streifenzeichnung, bei der auf weißem Grund zwei schmale schwarzbraune Streifen über die Augen bis zu den Ohren laufen. Die Ohrspitzen sind weiß. Die Nase ist lang und rüsselförmig und zeigt einen breiten Nasenspiegel. Weibchen tragen drei Zitzenpaare. Die Zahnformel lautet I 3/3 – C 1/1 – P 3/3 M 1/2 = 34.

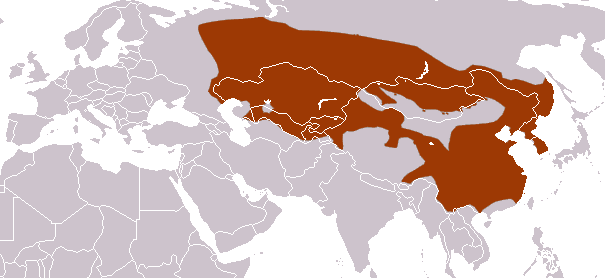
Verbreitung des Asiatischen Dachses

## Verbreitung und Bestand
Das Verbreitungsgebiet des Asiatischen Dachses erstreckt sich östlich der Wolga durch Mittelasien, die Mongolei und China bis zur Koreanischen Halbinsel. Sie grenzt im Westen an das Verbreitungsgebiet des Europäischen Dachses. Zwischen der oberen Wolga und der Kama gibt es einen Bereich, in dem beide Arten sympatrisch vorkommen. Lediglich im Schiguligebirge kommt der Asiatische Dachs auch westlich der Wolga vor.
In China, Russland und der Mongolei wird die Art legal wie illegal bejagt. Sie wird von der IUCN aber als nicht bedroht angesehen.

## Geografische Variation
Es werden zwei Unterarten anerkannt.
- M. l. leucurus Hodgson, 1847 – Zentral-, Ost- und Südchina
- M. l. amurensis Schrenck, 1859 – Nordost-China, Korea, Mongolei, Kasachstan und Russland östlich der Wolga

## Lebensweise
Die Lebensweise ähnelt stark der des Europäischen Dachses. Ausführlichere Untersuchungen zu Unterschieden zwischen den Arten bzgl. der Lebensweise fehlen bislang. Der Asiatische Dachs ist nachtaktiv und ernährt sich vorwiegend von Regenwürmern und Insekten. Gelegentlich kommen Bienen- oder Wespennester, Vogelgelege, Aas oder Kleinsäuger hinzu. Je nach Angebot im Laufe des Jahres kann der pflanzliche Anteil an der Nahrung stark ansteigen. Dieser besteht aus Früchten, Nüssen und Eicheln, Wurzeln und Knollen oder Ackerfrüchten.
Der Asiatische Dachs kommt vorzugsweise in reich strukturierten Laubwäldern oder Weideland mit eingestreuten Gehölzen vor, findet sich aber auch in Misch- und Nadelwäldern, Buschland, in Vororten größerer Städte, in Steppen und in Halbwüsten. Die Höhenverbreitung reicht bis in 2500 m im Tian Shan und vermutlich sogar bis 4000 m im Hochland von Tibet. In den nördlichen Teilen des Verbreitungsgebiets hält die Art Winterruhe.

## Systematik
Bis Ende der 1990er Jahre wurde der paläarktisch verbreitete Dachs (Meles meles; vgl. Verbreitung von Arctonyx) als einzige rezente Art der Gattung Meles angesehen. Neuere morphologische Untersuchungen des Baculums und der Molaren sowie Untersuchungen der mitochondrialen DNA haben aber ergeben, dass die vier bislang beschriebenen Subspeziesgruppen jeweils Artstatus verdienen. Die Art wurde daher aufgeteilt in den Europäischen Dachs (Meles meles), den Asiatischen Dachs (Meles leucurus), den Transkaukasischen Dachs (Meles canescens) und den Japanischen Dachs (Meles anakuma).